# Frédéric Lazard

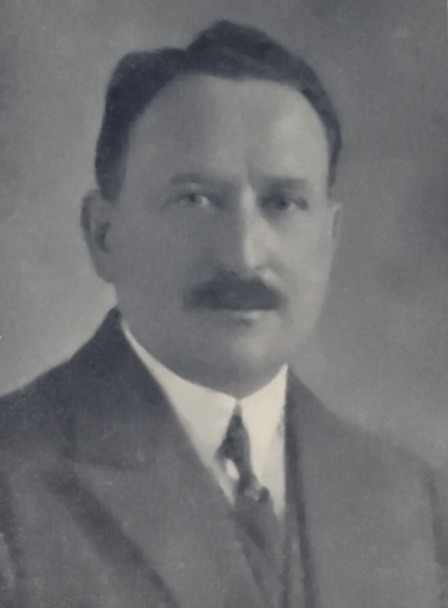
Fred Lazard (veröffentlicht 1929 in L'Echiquier)

Frédéric Lazard (auch Fred Lazard, * 20. Februar 1883 in Marseille; † 18. November 1948 in Le Vésinet) war ein französischer Schachmeister und -komponist.

## Biografische Angaben
Lazard war Kriegsteilnehmer des Ersten Weltkrieges und wurde zweimal in der Nähe von Verdun verwundet. Zudem wurde er mit dem Croix de guerre ausgezeichnet.
Kurz nach Gründung des französischen Schachverbandes im Jahr 1921 wurde er dessen erster „Technischer Sekretär“.
Ende der 1930er Jahre erkrankte Lazard an Parkinson, ab 1940 verurteilte ihn das zur Invalidität. Trotz seiner schweren Erkrankung war Lazard aufgrund seiner jüdischen Abstammung vom 3. März 1944 bis zur Befreiung von Paris im berüchtigten Sammellager Drancy interniert. Selbst unter diesen widrigen Umständen gelang es ihm zu komponieren. Ein Manuskript seiner Studien umfasst 57 Einträge aus der Zeit zwischen 1900 und dem Zweiten Weltkrieg und weitere 79 vorwiegend während des Krieges komponierte Studien, die letzte datiert mit dem 20. Dezember 1944.
Auch Gustave Lazard (1876–1948), der nur zwölf Tage nach seinem jüngeren Bruder Fred Lazard starb, war ein Schachmeister und Schachkomponist.

## Schachlaufbahn
Im Jahr 1912 unterlag er in einem kurzen Wettkampf Eduard Lasker (0:2, =1). Bei internationalen Turnieren, die in Paris stattfanden, belegte er 1929 den 7. Platz und 1933 nur den 10. und letzten Platz (der Sieger war Alexander Aljechin). Vor allem nahm Lazard an zahlreichen französischen Landesmeisterschaften teil, ohne jedoch einmal den Sieg zu erringen. Im Jahr 1925 wurde er Zweiter, das gleiche Ergebnis erzielte er 1926 bei der in Biarritz ausgetragenen Meisterschaft, punktgleich mit dem Sieger André Chéron, dem er im direkten Vergleich unterlegen war. Lazard nahm an der inoffiziellen Schacholympiade 1924 in Paris teil.

## Berühmte Kurzpartie
Bekannt ist eine Kurzpartie, die Frédéric Lazard (mit Schwarz) zugeschrieben wird. In der Schachliteratur wird sie meistens so zitiert: 1. d2–d4 Sg8–f6 2. Sb1–d2 e7–e5 3. d4xe5 Sf6–g4 4. h2–h3? Sg4–e3! und Weiß gibt auf wegen Damenverlust (falls 5. f2xe3 Dd8–h4+ nebst Matt). Wahrscheinlich spielte Lazard eine solche Partie 1920 mit leicht abweichendem Verlauf gegen einen Pariser Amateur. Als Verlierer wird bis heute manchmal der mehrfache französische Meister Amédée Gibaud angegeben, obwohl dieser sich stets dagegen verwahrte.

## Schachkomponist
Die große Leidenschaft Lazards galt seit seiner Jugend der Schachkomposition. Er verfasste insgesamt 600 Probleme und Studien, die ihm zahlreiche Preise eintrugen. Überdies war er Gründungspräsident der französischen Problemschachvereinigung (Union des problémistes de France). Lazard komponierte Zweizüger, Dreizüger, Selbstmatts und Endspielstudien. Im Jahr 1929 veröffentlichte er eine Sammlung seiner eigenen Aufgaben unter dem Titel Mes problèmes et études d'échecs, zu der Aljechin ein Vorwort beisteuerte. In der Datenbank von Harold van der Heijden (Stand: 2004) sind 139 Studien Lazards enthalten.
Die folgende Aufgabe illustriert ein festungsähnliches positionelles Remis.
|   | a | b | c | d | e | f | g | h |   |
| 8 |   |   |   |   |   |   |   |   | 8 |
| 7 |   |   |   |   |   |   |   |   | 7 |
| 6 |   |   |   |   |   |   |   |   | 6 |
| 5 |   |   |   |   |   |   |   |   | 5 |
| 4 |   |   |   |   |   |   |   |   | 4 |
| 3 |   |   |   |   |   |   |   |   | 3 |
| 2 |   |   |   |   |   |   |   |   | 2 |
| 1 |   |   |   |   |   |   |   |   | 1 |
|   | a | b | c | d | e | f | g | h |   |

Lösung:
1. d6–d7 Lf8–h6 Batteriebildung
2. La3–f8 Lh6–f4! Römer
3. Lf8–d6 Lf4xd6
4. d7–d8T!! Unterverwandlung
4. … Ld6–f4
5. Td8–d2! Selbstfesselung (ein Abzug des schwarzen Königs würde pattsetzen), gegenseitiger Zugzwang
5. … Lf4–g5
6. Td2–d5! Ke3–f4
7. Td5–d2 Lg5–h6
8. Td2–d6! Kf4–g5
9. Td6–d2 und remis.